# Nanh

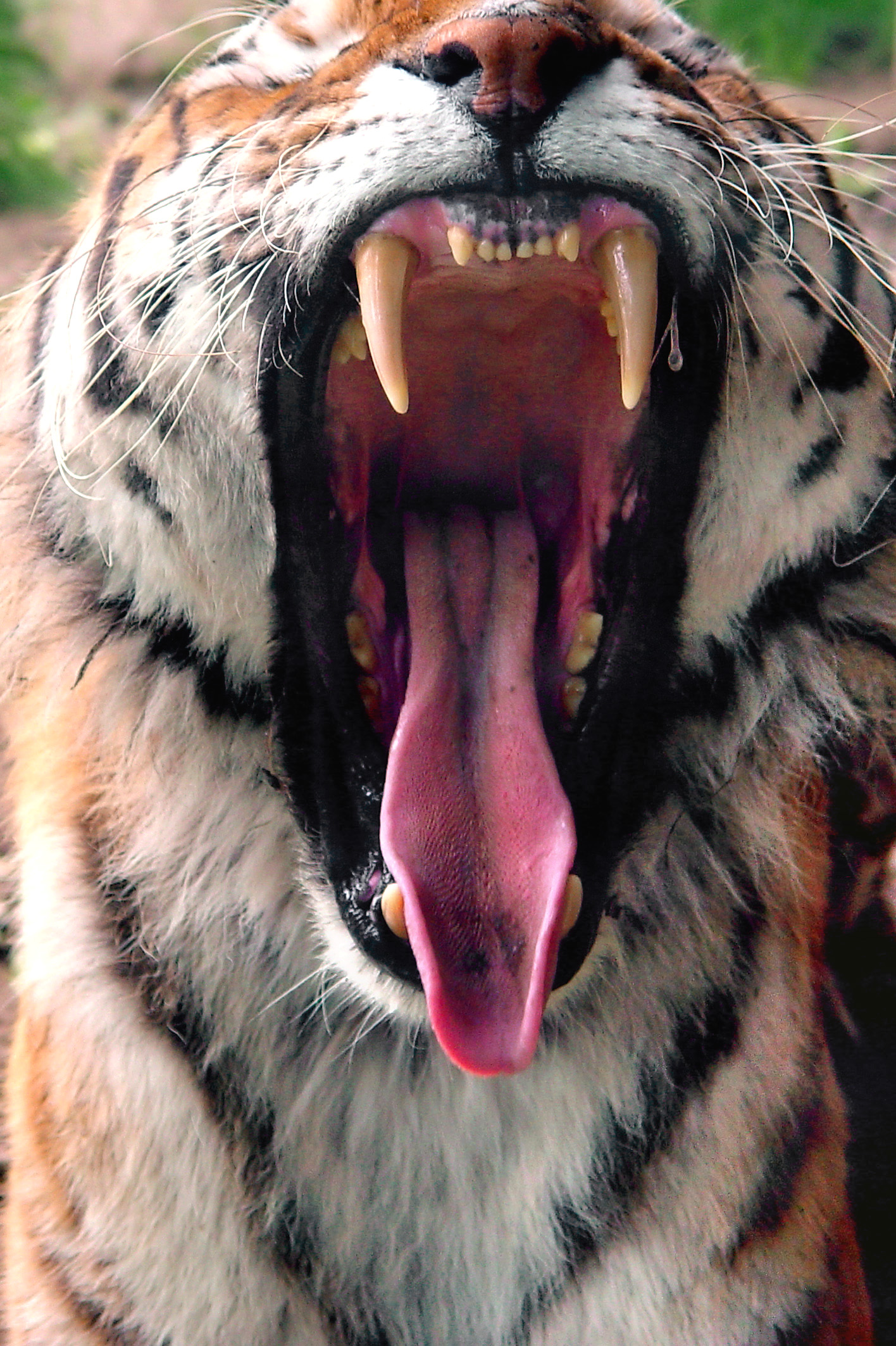
Một con hổ há miệng để lộ cặp nanh, chúng là loài có răng nanh dài nhất trong họ nhà mèo còn tồn tại

Nanh là hai chiếc răng sắc nhọn dài bất thường mọc từ hàm trên phía trước thường là để dùng làm vũ khí tấn công, vũ khí phòng vệ hay làm công cụ để thực hiện động tác xé, xẻ thức ăn ở các loài động vật. Nanh được sử dụng là một vũ khí sử dụng dành cho những cú cắn chí mạng dùng để kết liễu đối phương hoặc dùng để tự vệ một cách hữu hiệu và cũng là dấu hiệu cảnh báo, phô trương sức mạnh để dọa nạt của các loài động vật, đôi khi nó còn là vũ khí quan trọng bậc nhất để đấu tranh sinh tồn trong tự nhiên.
Ở các loài động vật có vú, một chiếc nanh là một chiếc răng nanh, dùng để cắn và xé thịt. Đối với các loài rắn, nó là một chiếc răng để tiêm nọc độc gọi là nanh vòng. Nhện cũng có răng nanh (kềm hay càng), mà là một phần của họ Chelicerae, nanh cũng được ghi nhận ở các loài côn trùng như kiến càng. Răng nanh là phổ biến nhất trong các loài ăn thịt hay động vật ăn tạp, nhưng một số động vật ăn cỏ, chẳng hạn như con dơi ăn quả. Chúng thường được sử dụng để giữ hoặc nhanh chóng giết chết con mồi, chẳng hạn như ở các loài mèo lớn
Những động vật ăn tạp, ví dụ như gấu, sử dụng những chiếc răng nanh của chúng khi đi săn cá hay con mồi khác, nhưng chúng không cần thiết cho việc ăn trái cây. Một số loài vượn hay khỉ cũng có răng nanh, mà chúng sử dụng để tự vệ. Tuy nhiên, những chiếc răng nanh (răng số 3) tương đối ngắn của con người không được coi là nanh. Nanh còn gọi với những cái tên khác như chiếc nanh, hay cặp nanh, hoặc nanh vuốt hay còn gọi là răng nanh, nanh trên hay răng nanh phía trước. Những chiếc nanh của nhiều loài động vật được con người ưa thích sưu tập để trang trí, làm bùa, thú chơi nanh như: nanh hổ, nanh báo, nanh sư, nanh lợn lòi, nanh sói, nanh gấu.

## Đại cương
Thông thường, ở các loài thú, nhất là các loài thú trong bộ ăn thịt thì chiếc nanh được gắn vào hàm trên phía trước và mọc thành một cặp có độ dài đều nhau và có độ cong nhất định với đỉnh nanh nhọn, nhưng một số loài chiếc nanh có thể mọc ngược như lợn lừng và được gọi là nanh sừng, hay nanh khoằm hoặc các loài côn trùng cặp nanh thường bố trí theo chiều ngang giống như những chiếc nanh càng. Một số loài mèo có nanh dài bất thường và được gọi là răng kiếm hay răng đao như hổ răng kiếm (simodon) hay một số loài như hải tượng, báo biển có cặp nanh dài lòi ra ngoài. Một số loài hươu ăn cỏ cũng có những chiếc nanh này chẳng hạn như hươu xạ Kasermia hay còn gọi là hươu ma cà rồng.
Một chiếc nanh kết hợp với hàm răng (răng nanh và răng hàm, răng cửa) cộng với lực cắn mạnh sẽ một vũ khí mang tính chí mạng trong đấu tranh sinh tồn. Những chiến nanh sẽ có tác dụng cắm ngập vào các đối tượng (con mồi, nạn nhân, đối thủ, kẻ thù) có thể cắt đứt mạch máu, cắt đứt tủy sống, làm tổn thương xương sống gây tê liệt hệ thần kinh hoặc làm lủng sọ, nát sọ gây ảnh hưởng đến não bộ và gây tổn thương não bộ nghiêm trọng. Nanh có thể kết hợp với răng nanh và lực cắn tạo thành một phát ngoạm tạo thành bộ gọng kìm siết làm nghẹt thở con mồi hoặc cắn ngập xương (như một số loài mèo lớn: hổ, sư tử, báo đốm Mỹ) hoặc cấu xé con mồi (cú cắt kéo) tạo thành cú đớp hoặc cú táp rách da, xẻ thịt gây mất máu dẫn đến chết (chẳng hạn như loài sói) hoặc những cú đâm ngập sâu (như loài sư tử biển) hoặc những cú húc, ủi mạnh vào mạn sườn của loài lợn lòi.
Ở các loài rắn, chiếc nanh còn là phương tiện quan trọng để bơm, tiêm nọc độc vào con mồi, nanh của các loài rắn độc thường rỗng và có rãnh nhỏ (răng rỗng hay răng có khía ở hàm trên) để nọc độc từ tuyến độc truyền vào con mồi thông qua vết cắn. Các loài côn trùng như kiến, nhện, bọ cạp… có chiếc nanh phát triển như đôi gọng kìm để móc, kẹp vào đối tượng gây đau đớn. Một số loài cá đã phát triển một chiếc nanh sắc nhọn để cắn xé điên cuồng con mồi. Các loài nhện cũng tương tự khi một số con nhện kết hợp việc cắn, giữ với việc truyền độc tố vào con mồi, tương tự vậy là các loài kiến với cú cắn từ đôi càng khỏe gây bỏng rát đau nhói.
Chiếc nanh là biểu tượng của sức mạnh và vũ khí sát thương của nhiều loài động vật, chiếc nanh kết hợp với bộ móng vuốt (để cào, tát, móc) được gọi là nanh vuốt chỉ về vũ khí quan trọng. Chiếc răng nanh kết hợp với bộ hàm răng nhọn hoắt cộng với vẽ mặt biểu cảm khi giận dữ và tiếng gầm rống, phì, huýt là những dấu hiệu cảnh báo nguy hiểm được gửi đến đối phương và làm đối phương khiếp sợ. Nhiều loài động vật thường khoe răng nanh để chứng tỏ sức mạnh mà không cần phải giao chiến. Người ta cũng thường sưu tầm những chiếc nanh thường là nanh hổ, nanh sói và nanh lợn rừng để đeo với ý niệm về sức mạnh cũng như những niềm tin có thể trừ tà ma, làm cho các loài vật phải khiếp sợ. Trong hình tượng văn học, chiếc nanh là biểu tượng của ma cà rồng chuyên hút máu người.

## Một số loại nanh

### Nanh hổ

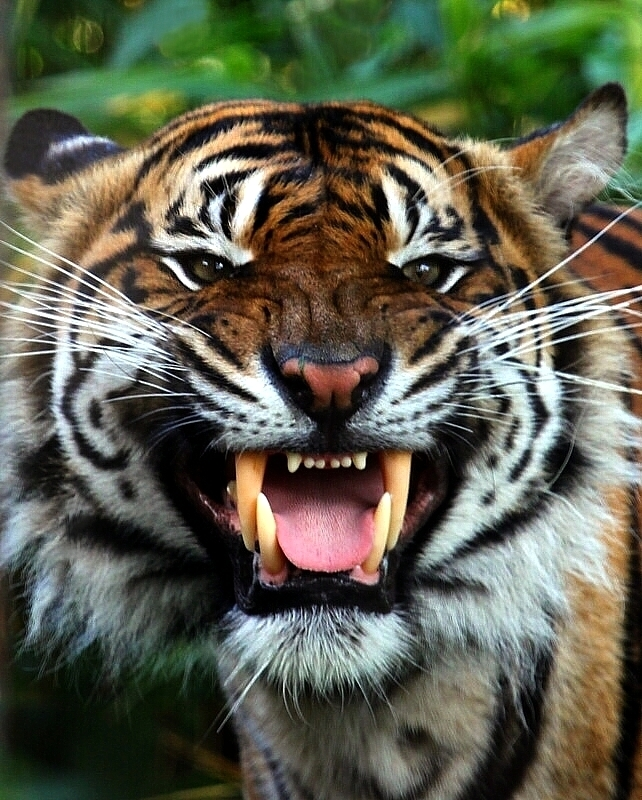
Cặp răng nanh dài của một con hổ

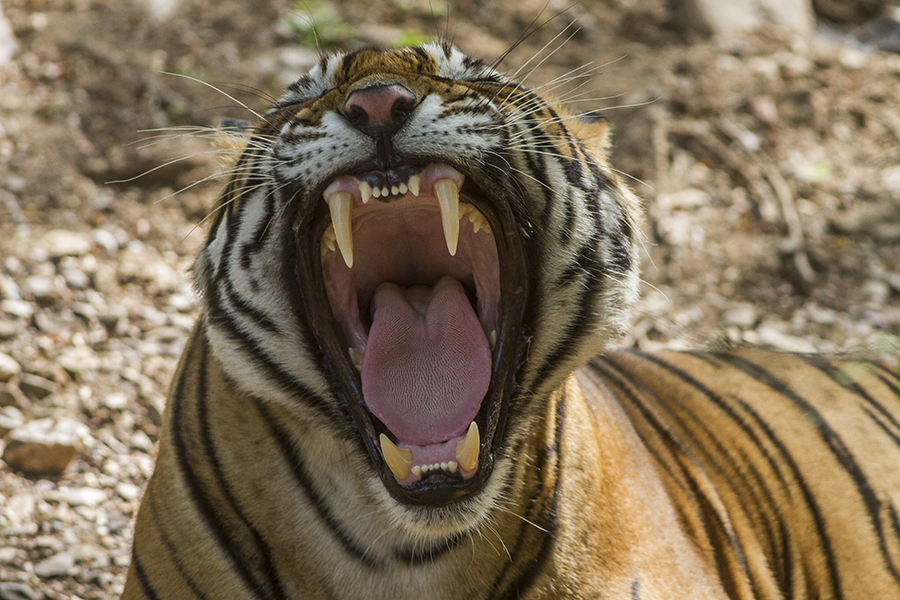
Một con hổ đang nhe nanh. Người ta tin rằng khi đeo nanh hổ thì sẽ làm cho nhiều loài động vật khác phải khiếp sợ

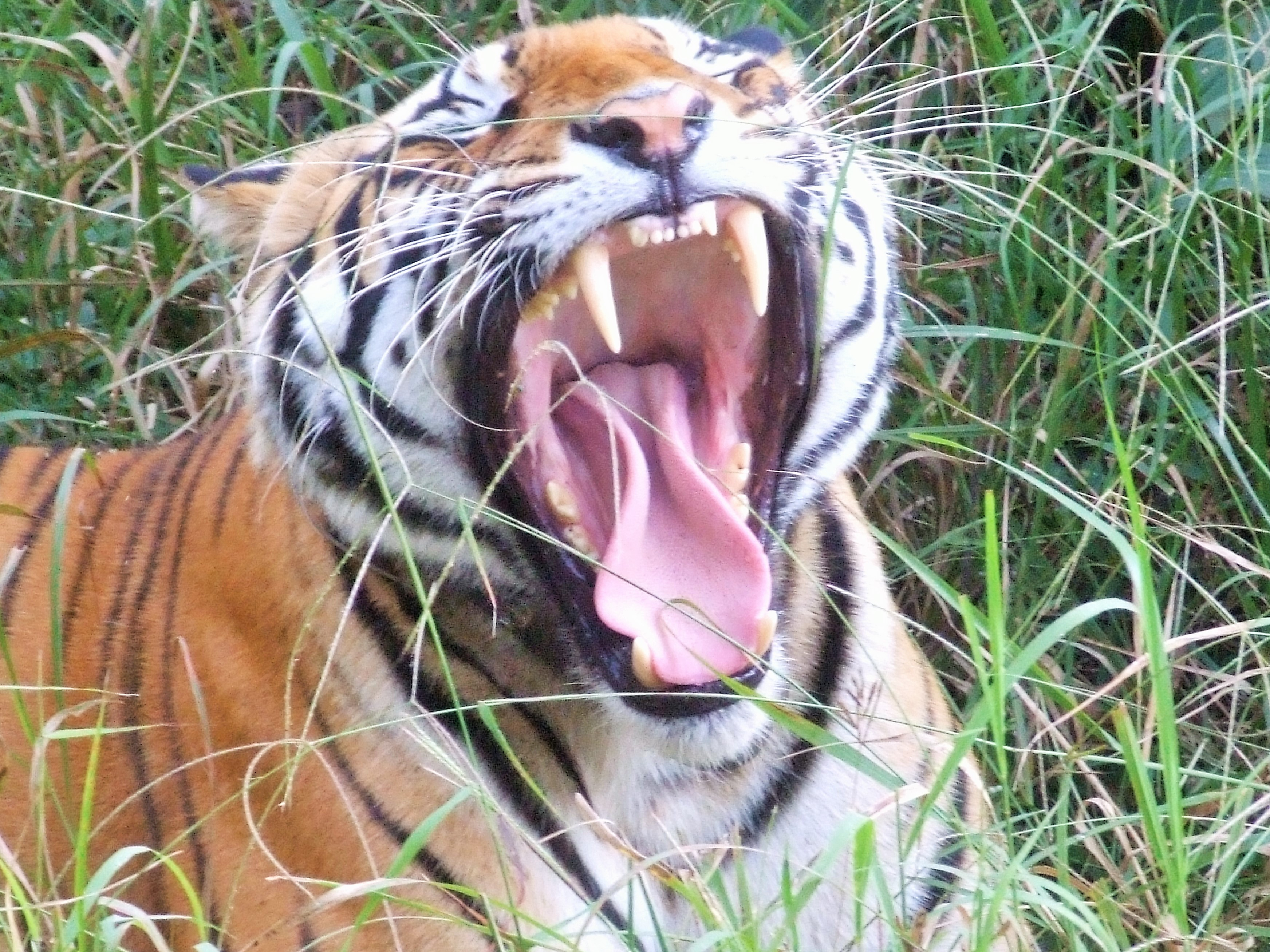
Cặp nanh dài của một con hổ

Nanh hổ hay còn gọi là nanh cọp là những chiếc răng nanh của loài hổ. Trong họ nhà mèo, hổ là loài vật có răng nanh dài nhất với cặp răng nanh dài lên đến 74.5 mm (2.93 in) thậm chí đạt đến 90 mm (3.5 in) điều này giúp hổ trở thành loài có răng nanh dài nhất trong số các loài mèo còn tồn tại ngày nay và nhờ đó chúng có thể gặm tới xương mọi động vật trên trái đất Hổ có một đỉnh răng nhọn hình tam giác phát triển tốt cung cấp sự hỗ trợ chắc chắn cho cơ hàm để tạo lực cắn mạnh mẽ cho chúng.
Những con hổ cũng có hàm răng đặc biệt chắc nịch và mập mạp, và có răng nanh dài nhất và lớn nhất trong số tất cả động vật họ mèo còn tồn tại với số đo 7,5–10 cm (3,0-3,9 in) xét về chiều dài, và là lớn hơn và dài hơn so với những chiếc nanh của một con sư tử có cùng kích thước, nguyên nhân có lẽ vì con hổ cần hạ con mồi lớn hơn mình một cách đơn độc hơn là những con sư tử thường săn mồi lớn theo nhóm. Nanh của hổ có tủy răng nối với tủy sống để gia tăng sự nhạy cảm bằng thân kinh cảm ứng, cho phép chúng có thể cảm nhận được động mạch con mồi để định vị chính xác điểm tiếp xúc cần thiết khi cắn đứt chúng bằng một cú cắn chí mạng.
Hổ là loại ăn thịt sống do đó nanh rất nhọn và bén sắc cạnh. Nanh hổ nhọn phần đầu (sắc nhọn) phần gần chân răng hình tam giác méo. Hai bên mặt của nanh hổ sẽ có ba rãnh dọc nằm từ phần giữa nanh thành hình dấu Tam Sơn (nanh gấu sẽ có vân nằm ngang). Phần bụng của nanh Hổ sẽ có một đường sống rất bén nổi lên từ đầu đến chân nanh (để xé thịt). Phần chân của nanh hổ thường thon dài theo nanh. Nanh hàm trên của hổ thì phần chân nanh dài bằng 2/3 chiếc nanh. Nanh hàm dưới của hổ phần chân nanh và phần nanh thường bằng nhau và sẽ bị mòn phía lưng nanh (do cạ vào nanh trên).
So với bộ răng của nhiều loài thú ăn thịt (chó, cầy, gấu) răng hổ ít hơn, chúng chỉ có 30 răng thay vì 42 giống như chó, nhưng răng chúng cỡ lớn hơn, cạnh sắc và mấu khỏe hơn. Răng cửa nhỏ và dẹp không có nhiều tác dụng quan trọng, nhưng răng nanh rất lớn dùng để cắn xé và rỉa thịt còn răng hàm dẹp bên và có mấu nhọn, sắc dùng để cắn dập xương con mồi (gọi là carnassial) cho phép con hổ để cắt thịt từ con mồi như lưỡi dao và nuốt từng miếng lớn của tảng thịt. Mặt hổ tròn; hàm răng trên và hàm dưới không dài, nên làm thành hai gọng kềm ngắn rất khỏe, giúp con vật ngoạm mồi rất chặt và cắn vỡ được ống xương rắn nhất với một lực nghiền mạnh như gọng kềm.
Nanh thú phát triển từ nhỏ tới lớn, vì vậy chúng phải có thớ nanh (còn gọi là vân). Trọng lượng nanh thiệt nặng hơn hẳn nanh giả, nanh thiệt rất chắc chắn, rất cứng. Người chơi móng hổ sẽ không được bóp, nắn mạnh chiếc nanh, vì đó là tối kỵ, nếu không móng đó sẽ bị hỏng, có thể bị đứt ngang theo vân móng nứt dọc, ân chơi thường bơm silicon để tránh hiện tượng này.
Để phân biệt nanh thật, nanh giả, không khó. Đối với nanh hổ thì nanh của chúng sẽ có phần gốc thuôn, hoa văn chìm, sắc sảo, có hình tam giác ở phần chân nanh, phần men chỗ tiếp giáp thường rõ ngấn, gốc nanh có một lằn chỉ nứt ngầm ở gốc nhưng lại không sờ thấy vết. Nanh gấu thì tròn và thường tà phần đầu, phần chân răng thì oval, phần chân nanh phình to. Nanh báo thì ít lằn nứt ngầm, gốc nanh bị rỗng ruột. Nanh sư tử đều có độ mòn, lõm khuyết của men nanh, vì do sự cọ xát của nanh trên và nanh dưới nên chúng thường bị mòn một phía, nanh trên mòn bên trong, nanh dưới mòn bên ngoài. Nanh lợn rừng thường có độ sáng chìm khi rọi dưới ánh sáng mặt trời hoặc soi qua đèn pin.
Nanh hổ cùng với vuốt hổ có ý nghĩa then chốt trong hành vi săn mồi của hổ. Khi áp sát con mồi thì hổ khống chế con mồi từ mọi góc độ, trong đó có hai phương pháp chính là tấn công từ đằng sau và cắn vào cổ để làm gãy cột sống hoặc cắn vào khí quản của con mồi, hoặc làm tổn thương tĩnh mạch, động mạch cảnh. Đối với những loài thú nhỏ, cân nặng chưa bằng một nửa trọng lượng cơ thể của con hổ, thì chúng giết con mồi bằng cách cắn vào gáy, chúng sẽ dùng răng nanh kẹp chặt đốt xương cổ, dùng sức mạnh của hàm bẻ gãy xương cổ, tách chúng ra khỏi tủy sống. Đối với những con mồi lớn hơn, chúng thường cắn vào cổ họng và ép chặt khí quản của con mồi làm nó ngẹt thở và chết nhanh hơn.
Người ta quan niệm rằng, hổ là chúa tể của rừng xanh nên hội tụ đủ sức mạnh thiên nhiên, hổ là biểu trưng cho sức mạnh của đại ngàn, sống nơi rừng già, chúng ăn toàn động vật quý, uống nước rừng, sống trong rừng sâu nên hấp thụ được linh khí của đất trời. Hổ càng già thì nanh càng lớn và uy lực của nó càng mạnh. Người nào sở hữu được chiếc nanh hổ tinh đã ăn thịt nhiều người thì sẽ không sợ con vật hung dữ nào, chó sói, gấu, rắn hổ chúa khi nhìn thấy bóng vía là chúng sẽ quỳ xuống. Việc đeo móng hổ còn giúp chủ nhân tránh bị tà đạo, ma quỷ làm hại, đạn bắn không trúng
Trẻ con hay người lớn đeo nanh cọp trước ngực sẽ tránh được phong hàn, gió độc. Có người còn nói có nanh cọp tên bắn không thủng, đạn ghim không chết, đi rừng gặp thú dữ nào cũng không sợ chúng tấn công. Ở Đà Lạt trước đây, binh lính, sĩ quan cả người Kinh lẫn người Thượng thường đeo móng cọp để tránh bị tà ma hãm hại và khi ra trận tiền tên bắn không trúng, đạn ghim không thủng, chỉ cần chơi cái nanh cọp này thì ma trêu quỷ ghẹo gì cũng hết. Bởi thế từ xưa mọi người thường đi tìm nanh cọp để phòng thân, và tạo nó thành món hàng trang sức độc đáo, nhưng trong 10 nanh cọp tỷ lệ nanh cọp thật chỉ có một hai cái, do con buôn làm ra từ sừng trâu hoặc từ ngà voi
Nhiều thư tịch cổ và từ tự sự, ngoài tác dụng trấn trừ tà ma, khu phong bài chướng khí, ngày trước nhờ nanh vuốt mà các chiến binh rừng xanh tránh được họa đao thương. Những chiến binh người Chơro kể chuyện nhờ chùm nanh hổ bảy cái đeo cổ mà khi lâm trận, mũi tên, hòn đạn của kẻ thù không bao giờ chạm được vào người. Nanh vuốt chúa tể rừng xanh có tác dụng khu phong, trấn quỷ trừ tà, mang lại nguyên khí, tài lực cho người đeo nó. Khi giết được con thú, thợ săn sẽ bẻ nanh của nó xỏ dây đeo cổ để đánh dấu chiến tích của anh ta thôi không chuyện đeo vào tránh tên tránh đạn

### Nanh lợn

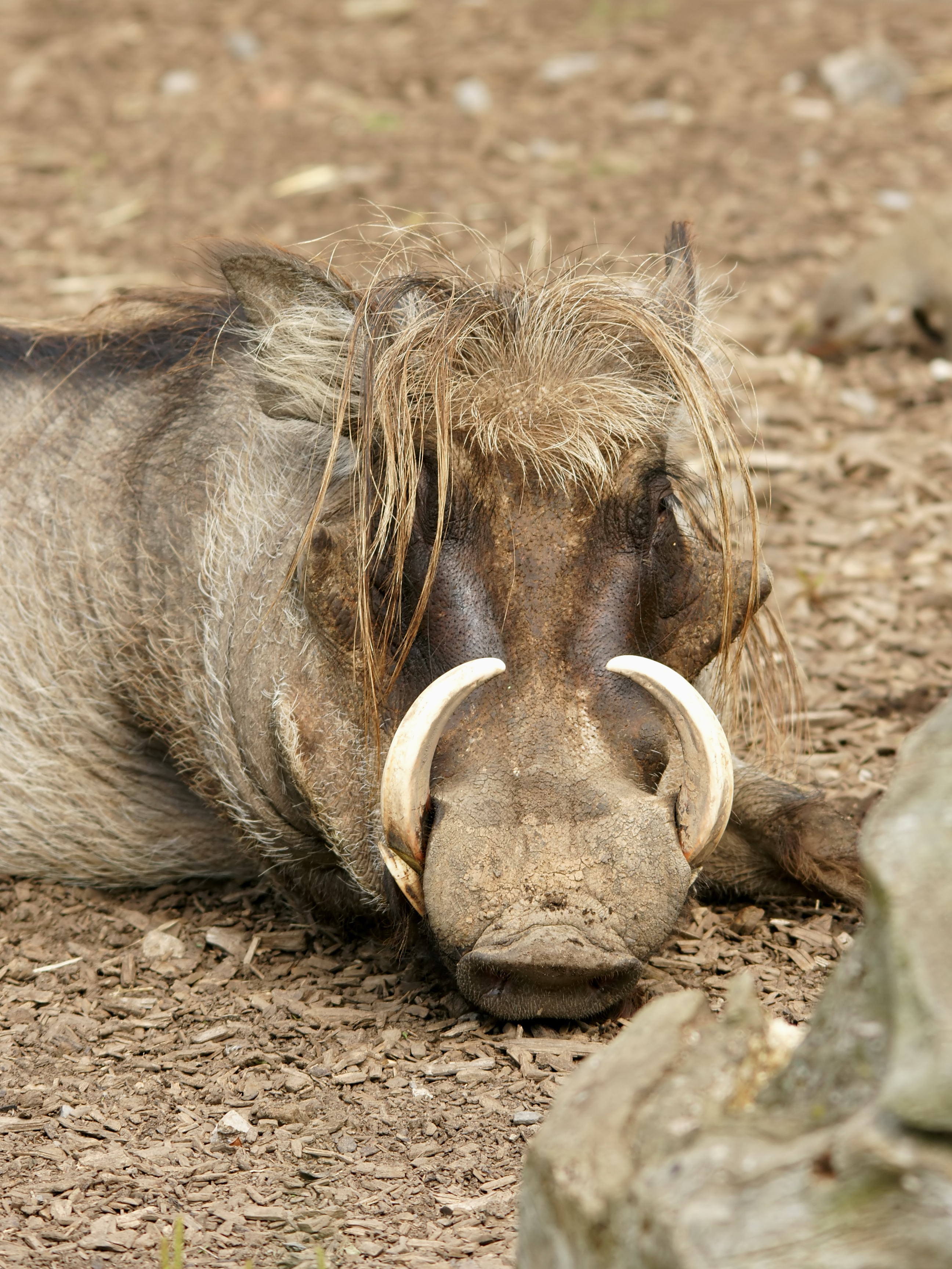
Lợn nanh sừng

Trong các loại nanh của động vật hoang dã, thú dữ như cọp, beo, gấu, heo rừng thì nanh heo rừng hiện đang mua bán phổ biến nhất, khách hàng chủ yếu là các tay chơi, dân giang hồ, cờ bạc, dân buôn bán làm ăn, dân sành thích nhất là nanh lợn rừng. Theo tín ngưỡng của người phương Đông, nanh lợn rừng có thể giúp chủ nhân tránh khỏi ma quỷ. Tục đeo nanh lợn rừng xuất phát từ một số dân tộc thiểu số. Họ coi đó là bùa hộ mệnh sẽ khiến cho thú dữ phải khiếp sợ và tôn thêm vẻ uy nghiêm cho người đeo. Đeo răng nanh lợn rừng sẽ giúp cho người đó luôn gặp may mắn, nắm bắt được thời cơ, cuộc sống thịnh vượng, tránh được những điềm gở, giải trừ ma quái và ốm đau, bệnh tật. Ngoài ra, đối với những chiếc nanh đã được những ông thầy cao tay yểm bùa thì sẽ có khả năng giúp chủ nhân biết trước để có thể phòng vệ với những kẻ có dã tâm độc ác

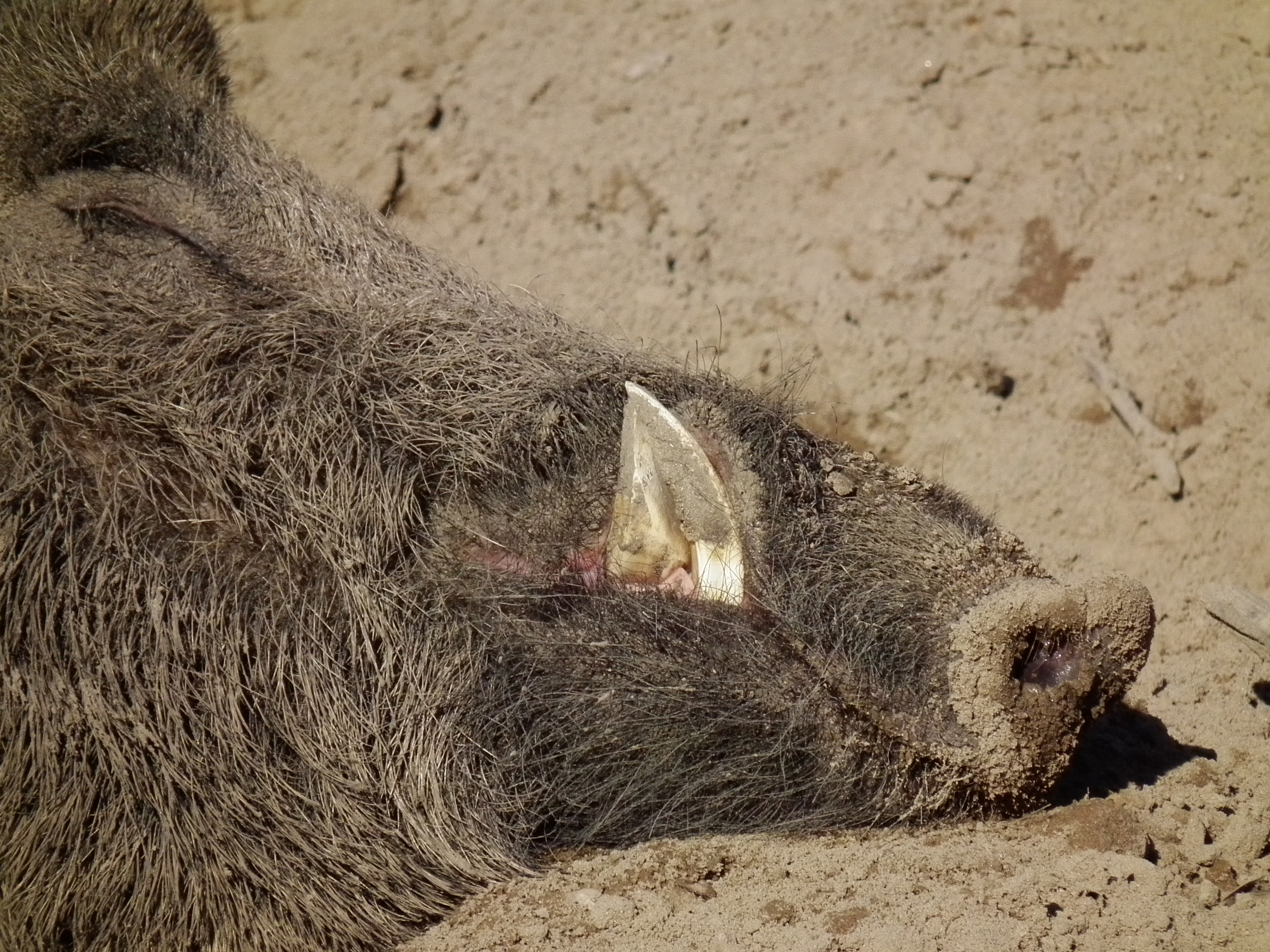

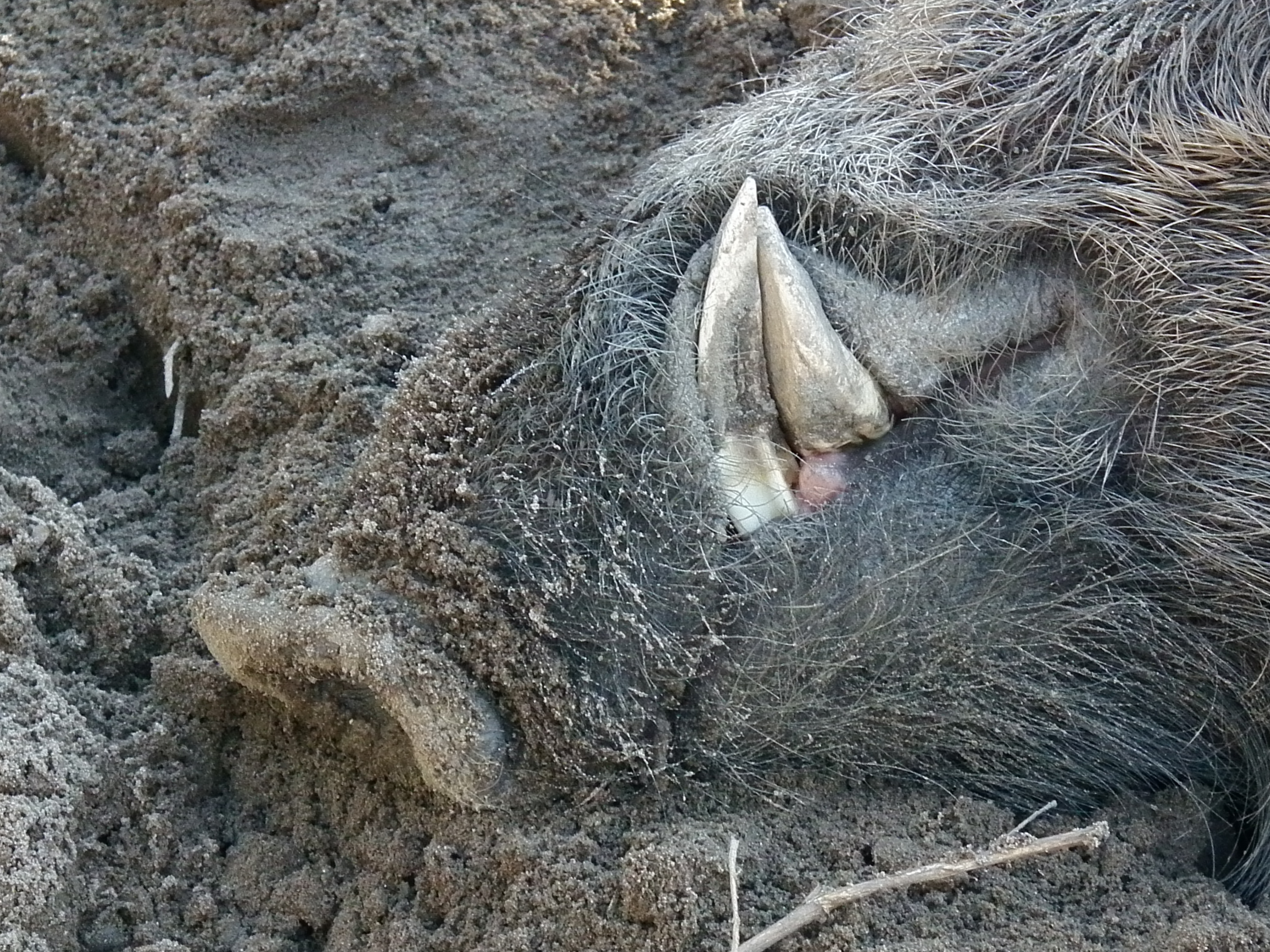

Giới dân chơi, nhất là những đại gia kinh doanh đua nhau săn tìm loại nanh heo tròn (nanh dài, cong tự nhiên thành vòng tròn) để làm bùa hộ mệnh. Theo quan niệm đồn đại thì những chiếc nanh heo này có khả sức mạnh tâm linh giúp trấn giữ của cải. Nhiều người tin rằng, chúng có một uy lực tâm linh hết sức huyền bí, giúp chủ nhân tránh được tà ma, bệnh tật và gặp nhiều may mắn. Theo đó, những con lợn rừng sống lâu năm khi chết sẽ dồn hết sức lực, tinh túy của mình vào chiếc răng nanh. Và bằng một cách nào đó, sức mạnh này sẽ bảo vệ chủ nhân tránh khỏi mọi tai ương và đặc biệt "thiêng" trong chuyện trấn giữ của cải, làm ăn ngày càng phát tài.
Đặc biệt, với những người đồ tể chuyên giết mổ heo, có lẽ vì có chút liên quan đến nghề nghiệp, họ thường nhờ thầy bùa làm phép trước khi đeo nanh quý. Họ tin việc này sẽ giúp họ tránh được sự trả giá từ công việc sát sinh. Một số người duy tâm cho rằng: Người làm nghề liên quan đến việc sát sinh thường đeo nanh lợn rừng có yểm bùa để phòng sự trả thù của những sinh linh. Hơn nữa, chiếc nanh lợn rừng có những điều kỳ diệu đến huyễn hoặc như khi cắm những chiếc nanh đó vào cây chuối thì cả cây sẽ chết, để tim đèn pin cháy ngang qua nanh lợn rừng, lửa sẽ tự tắt, nếu nanh đã được yểm bùa, chúng sẽ phát sáng khi ở trong tối
Loại nanh heo Lục Chiếc đặc tròn là khó kiếm nhất, Họ thực sự tin rằng, nếu đeo trên người hoặc treo trong nhà nanh heo tròn (nhất là loại nanh đã được yểm bùa) thì tài lộc sẽ đến không ngừng. Hơn tất cả, những nạn bất ngờ, tà ma sẽ tránh xa họ. Nanh heo rừng Lục Chiếc vốn đã là đồ rất quý. Nhưng nếu nó cong thanh hình tròn thì càng hiếm hơn, bởi lúc đó, nó đã bị "ngải nhập". Nanh heo rừng rủ (hoặc rũ) có công năng mạnh mẽ nhất. Đó vốn là nanh của những con heo rừng thành tinh, sống lâu năm trong rừng sâu và đạt đến hạng thượng thừa về khả năng sinh tồn. Đây cũng là loại nanh ưa được chuộng nhất, bởi người ta nói rằng, nó đã được "yểm bùa".
Heo rừng khi trưởng thành, những con đực tách bầy nhưng vẫn đi lẩn khuất, lầm lũi song song với bầy để bảo vệ. Vì sự tách bầy độc hành này, các thợ rừng gọi nó là lục chiếc. Có người gọi sai là độc chiếc. Theo Hán nghĩa, lục có nghĩa là chai sạn, chiếc có nghĩa là duy nhất. Để tự to bộ giáp khí cho mình, heo lục chiếc thường mài nanh vào thân cây gỗ dầu chai. Để khi thân dầu chai tiết ra chất nhựa, con heo lăn bộ lông cứng vào chất dẻo đó (vì vậy thợ rừng còn gọi là heo lăn chai). Khi nhựa dầu khô, bộ lông heo trở thành một thứ giáp cứng để bảo vệ mình. Chúng thường mài nanh vào thân cây dầu chai nên còn gọi là heo lăn chai. Lâu dần, lăn chai đọc lái thành heo Lục Chiếc. Chất nhựa ở cây gỗ dầu chai dính lên làm cho chiếc nanh cứng hơn nhiều lần so với nanh thường. Cũng chính chất nhựa ấy vô tình biến đổi cấu tạo của một vài chiếc nanh heo rừng khiến nó uốn cong thành vòng tròn.
Heo lục chiếc có bộ dáng rất hầm hố, mông thấp, đầu to. Chiếc đầu quá khổ có cặp nanh cứng và sắc luôn dựng ngược lên chờ đối thủ. Nếu nói hổ là chúa tể rừng già thì heo lục chiếc là dũng sĩ đánh chúa. Khi đối diện với một con heo lục chiếc trưởng thành, cọp thường cụp đuôi chạy thẳng sau một trận tử chiến. Với cặp nanh chĩa ngược kỳ quái và độ lỳ đòn, heo lục chiếc thường hung hãn tấn công bất ngờ bất kỳ con vật nào ngay khi vừa giáp mặt. Khi đã chiến đấu thì nó không bao giờ bỏ chạy trước bất kỳ đối thủ nào, chiến đến chết mới thôi.
Thợ săn rừng khi gặp heo lục chiếc thường trèo nhanh lên cây rồi mới tìm cách bắn hạ. Nếu chậm chân, hiếm khi toàn mạng sau cú tấn công dũng mãnh đầu tiên của con heo hiếu chiến, lỳ lợm. Thợ rừng chuyên nghiệp không sợ cọp, beo mà chỉ sợ bất chợt đụng phải con đực heo rừng đơn độc, độc hành lục chiếc. Trước khi chết, heo thường lấy hơi tàn cắm sâu cặp nanh giấu vào thân cây rồi mới chết. Chúng gần chết thì sức đâu mà cắm nanh vào cây. Nó chỉ cắm nanh xuống đất, không phải cắm để giấu nanh. Nó cắm nanh vì tàn sức, đang ủi đất kiếm ăn thì sức lực cuối cùng chợt tắt, thì nanh cắm vào đất. Đó là lý do thợ rừng luôn thấy xác heo già mới chết đều cắm ngập mặt vào đất, chúng còn giấu nanh vào thân cổ thụ nữa.

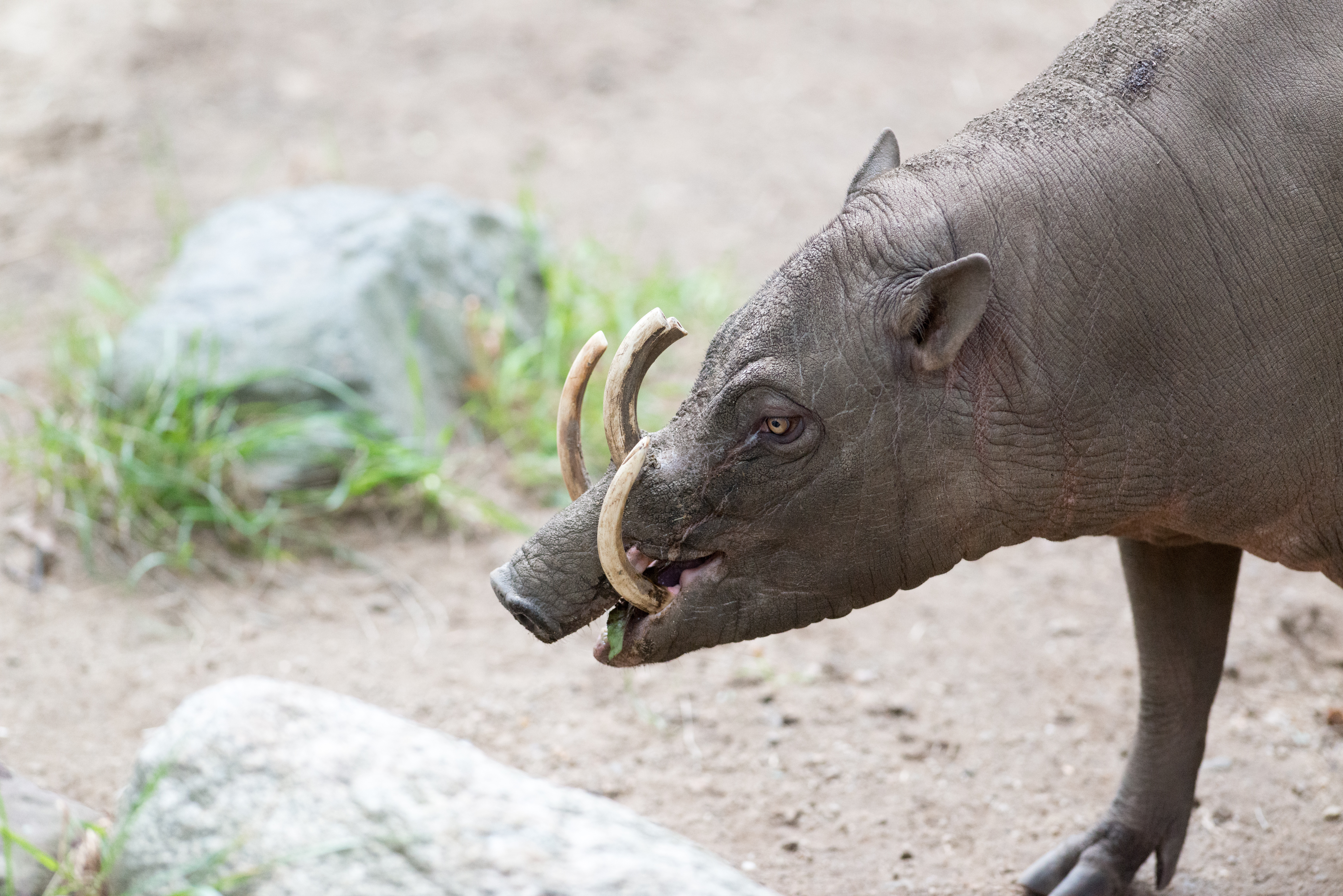
Nanh của lợn hươu

Ở Indonesia có loài lợn kỳ lạ nhất thế giới, loài lợn này có bộ răng nanh cùng 2 chiếc sừng mọc ở sống mũi. Chúng còn được gọi là lợn hươu (Babyrousa babyrussa). Lợn hươu được biết đến nhờ hai cặp răng nanh của chúng: cả hai cặp răng nanh trên và dưới đều khá lớn, cong ngược và uốn về phía sau rồi sau đó uốn ngược trở lại phía trước. Cặp nanh trên của lợn hươu đực cong và lớn đến mức chúng nổi rõ qua lớp thịt, xuyên ra ngoài qua các lỗ để vượt qua phần đỉnh của mõm. Hai chiếc nanh trên sống mũi còn được coi là ngà. Lợn cái có hai bộ nanh ngắn hơn. Bộ hàm mạnh mẽ của lợn hươu có dễ dàng cắn vỡ hạt cứng.
Ở Campuchia, khi già, một số loài heo rừng chọn Virachey thuộc Campuchia làm nơi an nghỉ. Những chiếc nanh heo từ khu nghĩa địa này được bán với giá hàng chục nghìn đôla. Không ai giải thích được vì sao những con heo lục chiếc già lại chọn vạt rừng dầu chai của Virachey (Campuchia) làm nơi trú ngụ cuối đời lãng du. Một số người đoán rằng, hàng trăm năm trước, tiếng súng chiến tranh đã lùa những chú heo rừng vào ẩn nấp dưới những vạt rừng le, tre ở cụm Virachey để vừa có cái ăn, vừa kín đáo khiến nơi đó biến thành một quần thể heo. Khi tàn hơi những chú heo già chỉ cần la lết thêm vài ngày rừng là đến nơi thâm sơn để trút hơi tàn. Hàng trăm năm trôi qua, hết lứa heo này đến lứa heo khác mò đến nơi này đã tạo thành một nghĩa địa rộng lớn. Xác heo cũ, mới mục rữa chồng lên nhau, lá rừng rụng xuống che phủ.
Ở Thái Lan, nanh heo là một trong những sản vật quý mang tính tâm linh. Người Thái Lan gọi nanh heo rừng là Sukhoi ni Sunhk nhưng nanh heo quý thì gọi là Mụ Kheo. Mụ Kheo là những chiếc nanh của heo lục chiếc, còn gọi là heo lăn chai được các pháp sư ếm bùa vào. Theo tín ngưỡng phương Đông, nanh heo lục chiếc có công năng đem lại may mắn trong kinh doanh cho người đeo. Hiện nay, nhiều doanh nhân vẫn tin rằng, những chiếc nanh Mụ Kheo luôn đem lại khoản hợp đồng kinh tế có lợi cho họ. Thời chiến tranh Đông Dương, nhiều người lính lùng tìm những chiếc nanh heo Mụ Kheo đeo trên cổ để đạn không xâm phạm. Họ tin rằng, ai đeo nanh heo Mụ Kheo, đạn bắn không trúng. Trong chiến tranh, người lính nào đeo nanh heo, đạn sẽ không bắn trúng. Nhưng là không bắn trúng chiếc nanh heo, chứ người đeo thì trúng
Nó được nhiều người tìm mua vì loại nanh này dễ tìm nên là hàng thật chứ không bị làm giả. Giá cả cũng vừa túi tiền nên người ta mua làm mặt dây chuyền đeo cho mình và cho trẻ con. Giá nanh heo phụ thuộc vào nhiều yếu tố như màu sắc, hình dáng, phần trăm đặc ruột. Nanh của heo rừng đực trung bình dài từ 8–10 cm có giá khoảng 600.000–800.000. Nanh của heo rừng già dài từ 12 cm trở lên sẽ được bán với giá rất đắt, nanh càng cuộn tròn vòng càng lớn và càng đặc ruột thì giá rất cao, đắt giá nhất là nanh có đường kính hình cuộn tròn hơn 13 cm. Một số dân chơi còn bọc bạc hoặc vàng, họ chạm trổ, điêu khắc những hình thù độc đáo như hình phật, rồng, ký tự độc đáo và được bán với giá hàng ngàn đô. Một số dân chơi còn chơi loại mặt hàng này theo tướng số
Trước năm 1975, ở Việt Nam, các loại nanh có giá trị thấp. Khoảng hai chục năm trở lại đây thì nanh thú rừng, đặc biệt là nanh heo rừng bắt đầu có giá trị khi được các dân buôn bán làm ăn hay dân chơi cờ bạc, dân giang hồ đổ xô lùng sục mua cho bằng được để bọc vàng dát bạc làm đồ trang sức đeo trên người. Nó trở thành một thứ "vàng trắng" đem lại lợi nhuận béo bở Răng heo rừng không có giá trị cao nhưng có thể chế tác thành những chiếc nanh heo con. Có những chiếc nanh dài đến mức mũi cong chạm ngược vào gốc như một chiếc vòng, giá trị từ 5.000 USD đến hơn 10.000 USD một chiếc tùy theo mức giả cổ. 

### Nanh sói

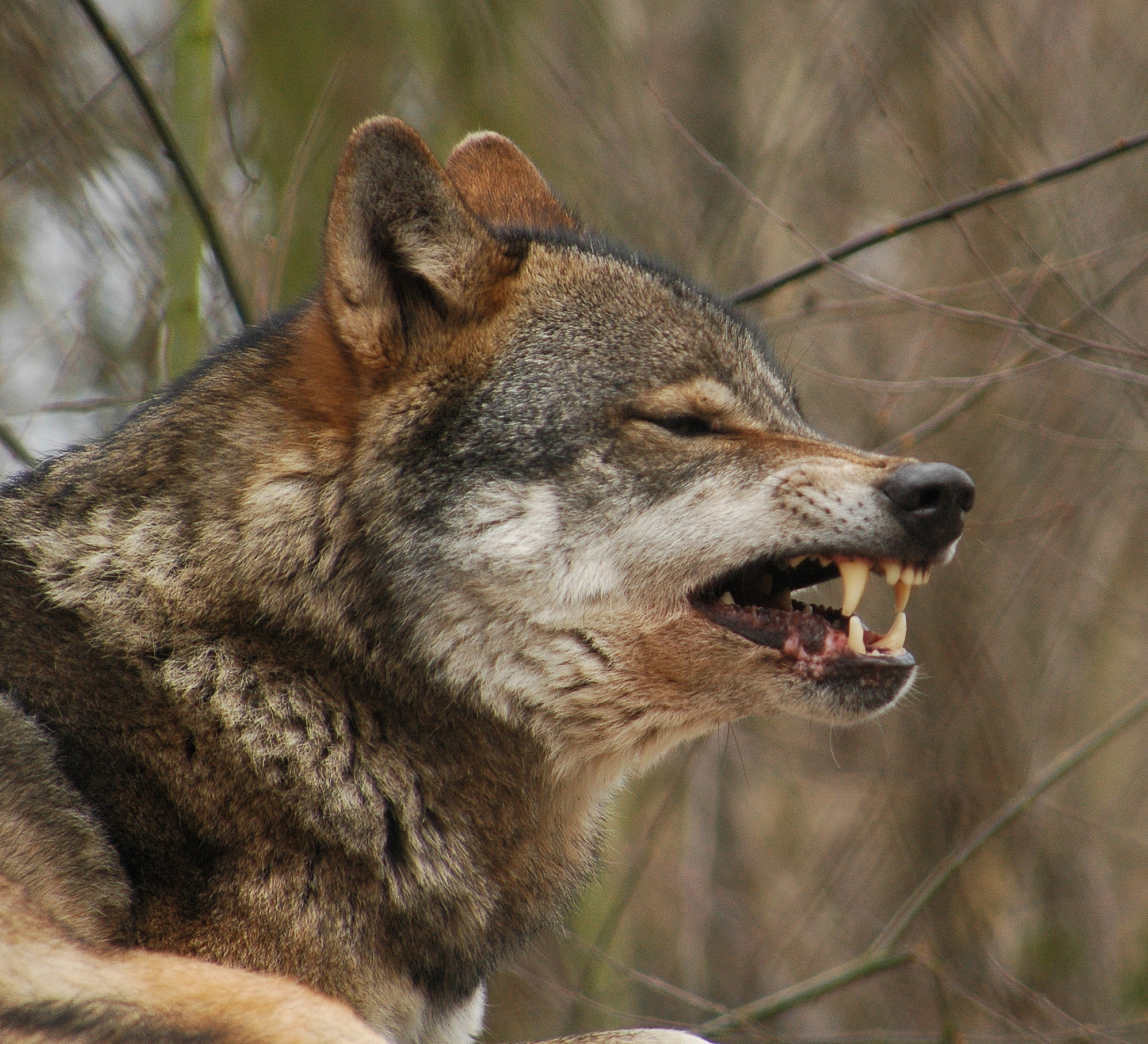
Nanh sói

Khác với nanh của họ mèo là dài, chắc và mập thì cặp nanh sói được đặc trưng bởi mấu dẹt, nhọn và sắc như dao cạo, dùng để xét con mồi, gây mất máu. Khi tấn công, một miếng cắn của nó đủ sức làm vỡ xương đối thủ, đôi hàm sắc nhọn này đôi lúc cũng dùng để ăn hoa quả như táo, lê. Khi săn các loài thú lớn, như nai sừng tấm, chó sói thường tập trung cắn vào chân sau của con vật. Khi con mồi ngã xuống vừa tầm, chó sói sẽ cắn một cú chí mạng vào cổ họng cắt đứt động mạch chủ và dây thần kinh, khiến cho con vật chết nhanh chóng. Một con sói có kích thước nhỏ cũng dễ dàng đánh bại một con chó nhà cỡ lớn nhờ hàm răng sắc nhọn và những cú cắn chết người vào vùng cổ.
Hàm răng của sói lửa có thể nói là sắc hơn cả dao cạo, xé đứt cả da trâu, da bò Khi đã khép vòng vây, hàm răng trắng ởn của sói lửa lúc này hơn cả dao cạo, xé đứt cả da trâu, da bò. Đối với các con vật lớn như trâu, bò thì chúng dùng chiến thuật quây quanh và cứ vờn rồi đớp thịt ở mông, ở đùi khiến những con trâu, bò con nào cũng bị mất một mảng thịt ở mông, máu chảy nhoe nhoét, vung vãi khắp nơi đến khi nào trâu, bò mất máu nhiều, kiệt sức và gục xuống. Hễ cứ cắn chết trâu bò thì chúng cắn thủng mông, ăn hết thịt mông, sau đó moi hết lòng phèo để ăn, rồi bỏ dở để tấn công con khác, chúng xâu xé, móc mông lôi ruột rồi xé thịt đùi ra ăn. Lối tấn công của sói đỏ rất quen thuộc, chúng quật ngã rồi xé đít con mồi lôi bộ lòng nóng sốt ra đánh chén trước.

### Linh trưởng

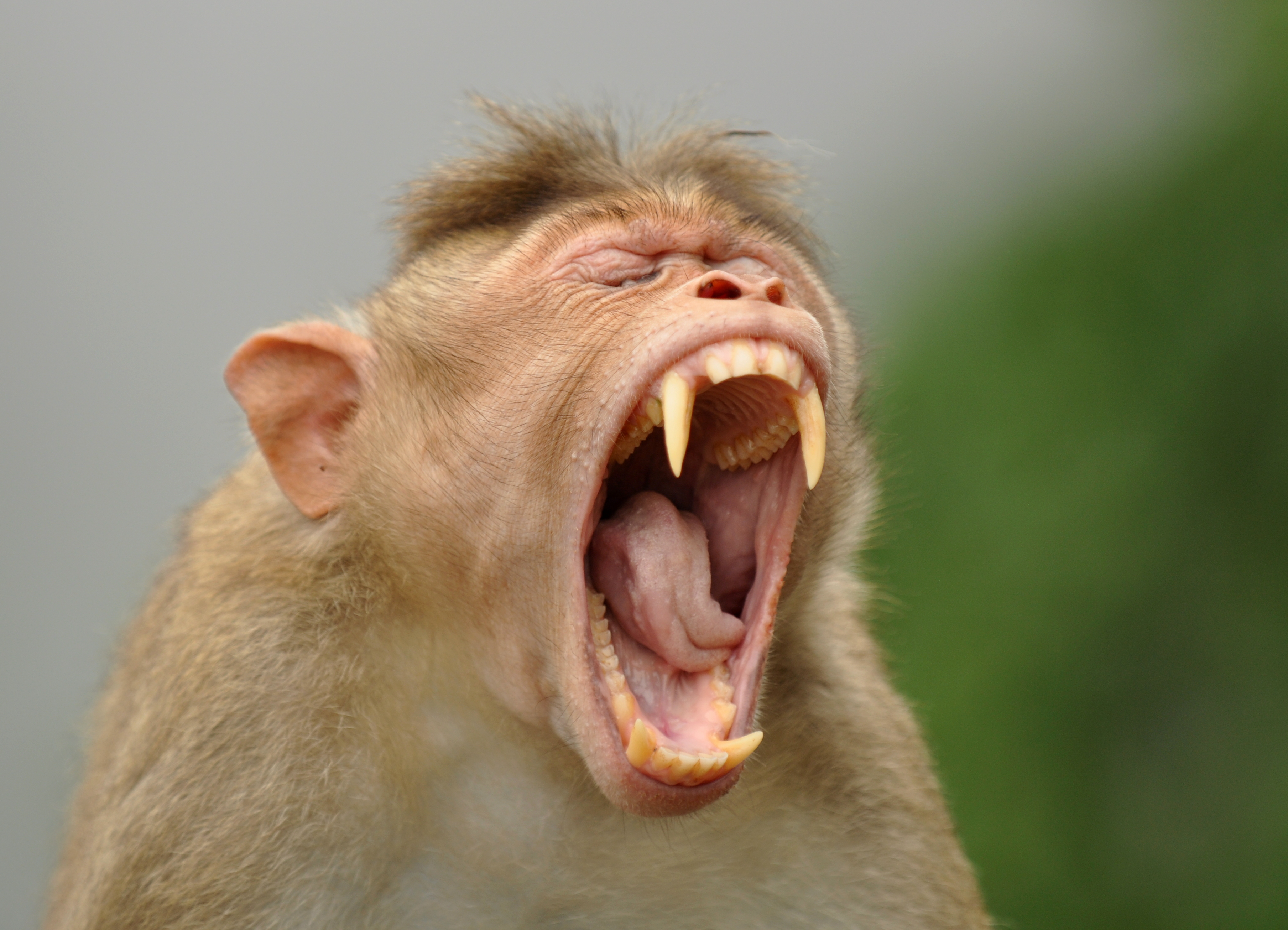
Cặp nanh của một con khỉ

Răng nanh loài linh trưởng thường cũng mạnh bằng hoặc hơn của loài thú ăn thịt. Nhưng chúng không liên quan đến phán đoán về chọn lọc giới tính. Nhìn chung răng nanh của con cái và đực khỏe tương đương nhau. Đối với vượn người, răng nanh của con đực có tiếng là dài gấp 4 lần con cái. So sánh răng nanh của loài linh trưởng đực và cái thì nếu răng nanh của con đực mạnh hơn của con cái thì điều đó có nghĩa là có sự chọn lọc giới tính đối với sức mạnh và răng thực sự được dùng làm vũ khí. Răng nanh của con cái ngắn hơn, mà những vật ngắn và to thì khó gãy vỡ hơn. Nếu răng nanh dài, mỏng của con đực cũng mạnh hoặc mạnh hơn của con cái, điều đó cũng cho thấy chúng có thể được dùng để chiến đấu.
Khỉ đột có hàm răng khỏe với lực cắn được ghi nhận lên tới 590 kg/cm2 So sánh kích cỡ, hình dạng và sức mạnh của răng nanh từ 144 loài linh trưởng có cùng các thông số thuộc 45 loài ăn thịt, kiểm tra mối liên hệ giữa kích cỡ răng nanh linh trưởng với kích cỡ cơ thể và sức mạnh tương ứng của răng. Sự so sánh này có thể giúp trả lời các tính toán về chức năng của răng nanh linh trưởng đực trong quá trình cạnh tranh với con cái. Răng nanh được dùng làm vũ khí hay chỉ để trưng bày. Muốn sử dụng răng của loài ăn thịt vì loài ăn thịt sử dụng răng nanh để giết con mồi. Nếu răng nanh của linh trưởng yếu đến mức không làm vũ khí được, thì rõ ràng chúng chỉ để làm cảnh.
Loài linh trưởng nói chung có răng khỏe, các nhà nghiên cứu đưa ra 2 lời giải thích khả dĩ. Có thể là tất cả con linh trưởng đực có răng khỏe vì thành công sinh sản của chúng bị đe dọa khi răng nanh bị gãy. Hoặc có thể là răng khỏe là do cấu tạo di truyền. Hominid (vượn nhân hình), giữ lại tính lưỡng hình giới tính trọng lượng cơ thể, tức giống đực thường có trọng lượng cơ thể lớn hơn giống cái. Cùng lúc đó, sự khác biệt kích cỡ răng nanh của giống đực và cái bị mất đi. Điều này quay ngược trở lại với vượn nhân hình cổ xưa nhất. Quá trình tiến hóa vượn nhân hình là giảm tính lưỡng hình cỡ răng nanh trong khi vẫn giữ lại lưỡng hình trọng lượng cơ thể.
Khỉ đột gorilla có răng to, ngắn và chắc tương ứng với cơ thể đồ sộ. Để có được tỉ lệ như các loài linh trưởng khác, răng nanh của con gorilla đực sẽ phải dài 25 cm, và các răng ở hàm sẽ trở nên quá rộng so với hàm của nó. Điều này cho thấy có thể có giới hạn đối với răng nanh linh trưởng đơn giản là vì sự gò ép không gian để những răng này khít vào hàm. Sự thay đổi cỡ người có thể ảnh hưởng nhiều mặt khác trong cuộc sống, bao gồm quá trình trao đổi chất, tập quán tiêu thụ thức ăn và nguy cơ bị thú săn mồi tấn công. Tuy nhiên, răng nanh lại là một hệ thống đơn giản hơn nhiều.

### Hươu xạ

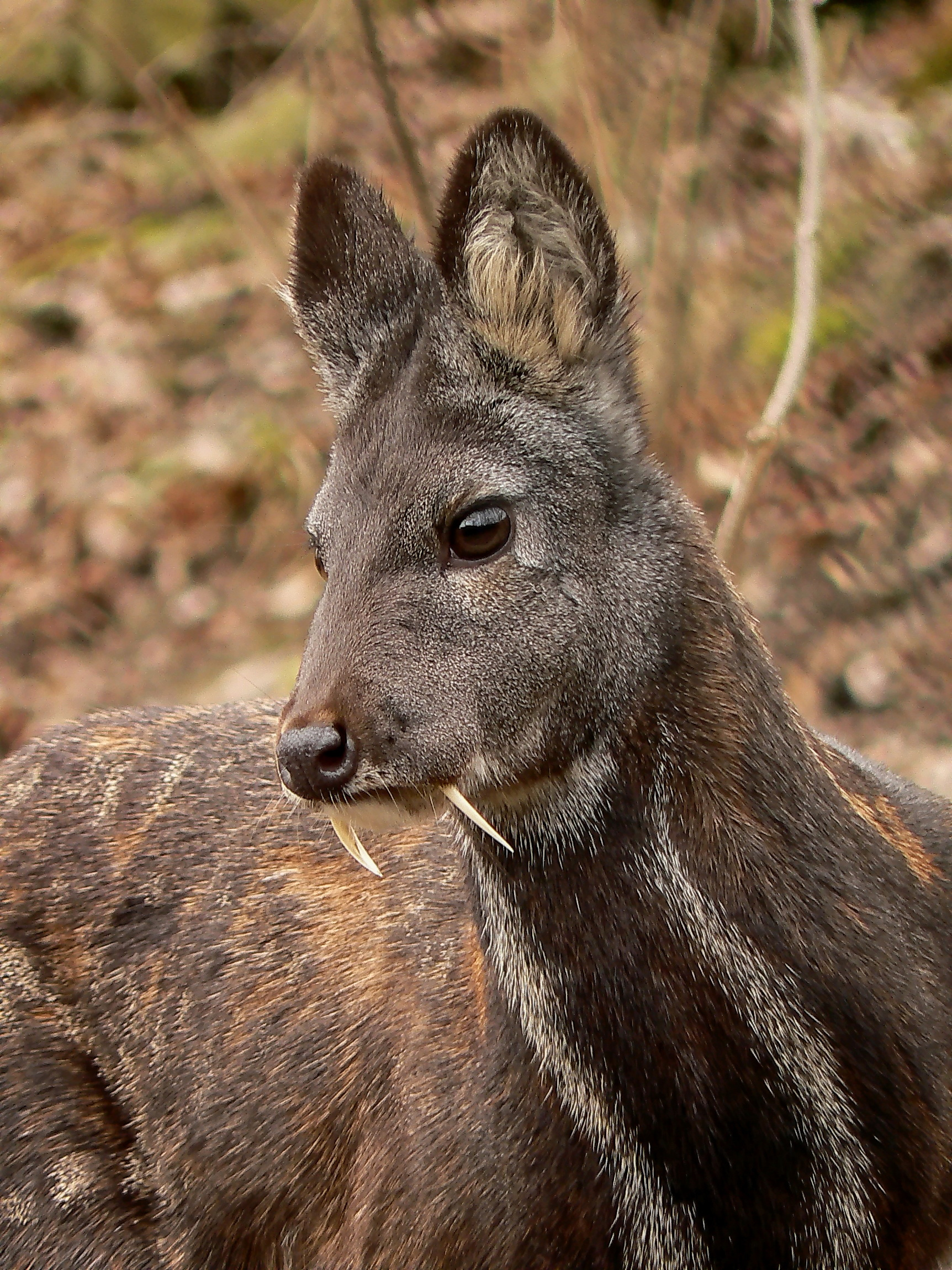
Một con hươu ma cà rồng

Loài hươu có răng nanh như ma cà rồng được phát hiện ở một khu rừng hẻo lánh của Afghanistan, đánh dấu lần đầu tiên xuất hiện trở lại sau gần 60 năm. Hươu có răng nanh như ma cà rồng hay còn được gọi là hươu xạ Kashmir. Chỉ cá thể đực mới có răng nanh và chúng thường tận dụng đặc điểm này trong mùa giao phối để tìm bạn tình, chỉ có hươu xạ đực mới có cặp răng nanh giống như cặp ngà mọc chìa ra để hấp dẫn con cái trong mùa giao phối. Bởi sở hữu cặp răng nanh mà loài hươu xạ quý hiếm này khiến người ta liên tưởng tới ma cà rồng. Mặc dù có ngoại hình như ma cà rồng, hươu xạ Kashmir đực sử dụng răng nanh để quyến rũ bạn tình trong mùa sinh sản và chiến đấu với tình địch thay vì hút máu. Thịt hươu là một món ăn quý của người dân địa phương, tuy nhiên chúng chủ yếu bị săn bắt để lấy tuyến xạ hương, Ngoài ra cặp răng nanh của hươu xạ cũng là thứ đáng giá đối với thợ săn

### Nanh rắn

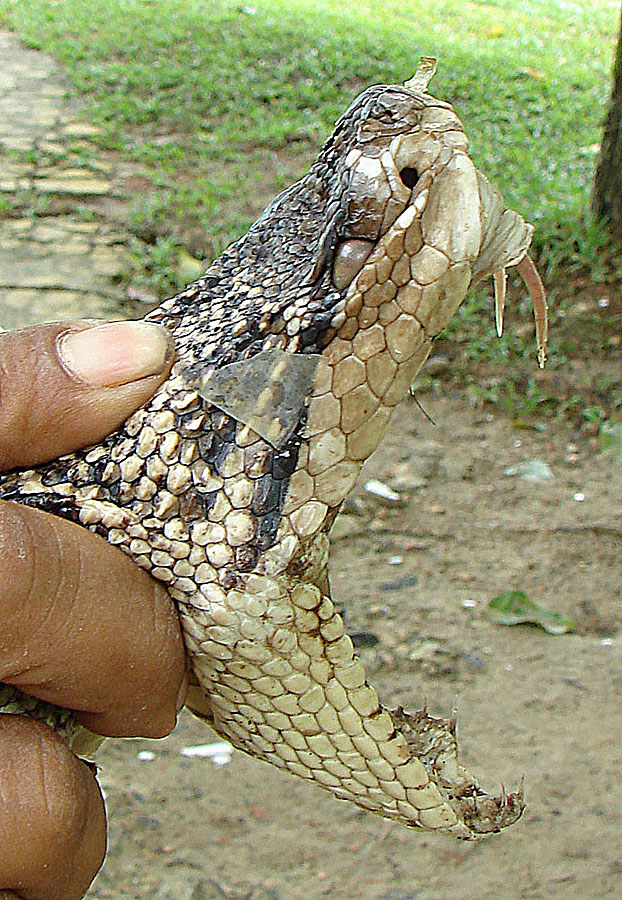
Nanh rắn

Ở rắn cho thấy cách mà những chiếc răng sắc nhọn chết người tiến hóa từ răng thường đồng thời cho phép loài rắn trở thành những kẻ săn mồi dữ dội. Quá trình tiến hóa của răng nanh loài rắn cho thấy cả răng nanh phía trước và phía sau ở các loài rắn có nọc độc đều phát triển từ các mô tạo răng tách biệt ở phía sau miệng, không giống như trường hợp mọc răng của những loài rắn không có nọc hay răng của con người. Con rắn sống trên cây châu Á (Aheatulla prasina) có răng nanh phía sau. Những chiếc răng mở rộng ở trước hàm không phải răng nanh chúng được sử dụng để chộp con mồi ví dụ như những con thằn lằn nhanh nhẹn.
Răng nanh của rắn rất nhọn, các răng mở rộng nằm dọc theo hàm trên ở cả phía trước và phía sau miệng được kết nối với tuyến nọc độc. Chỉ có các loài rắn có nọc, được coi là rắn tiến bộ, có những chiếc răng nanh như thế. Con rắn mang bành phun nọc độc châu Á có răng nanh cố định khá nhỏ nằm phía trước miệng, trong khi con rắn vipe sống trên cây Hageni lại sở hữu bộ năng nhanh dài và di động ở phía trước hàm trên. Trong khi các loài rắn không có nọc như trăn lại chỉ được trang bị với hàm răng bình thường.
Nếu muốn ăn một con mồi cực kì nguy hiểm, ví dụ như một con chuột lớn với hàm răng sắc như dạo cạo thì việc có răng nanh ở trước miệng sẽ đem lại lợi thế nhiều hơn để con rắn có thể đớp nhanh rồi nhả ra thay vì cắn con chuột rồi giữ nó trong miệng mà nhai với nọc độc đã nhiễm vào các mô vì con chuột hoàn toàn có thể cắn lại con rắn. Răng nanh của rắn hang rất linh hoạt, chuyển động độc lập với nhau để giết và đưa con mồi vào miệng. Lượng chất độc của một vết cắn không đủ để làm chết một người trưởng thành. Tuy nhiên, nọc độc của rắn hang ngoài tác động vào thần kinh gây đau đớn, còn gây hoại tử (răng nanh dài nên ngập sâu trong các cơ).
Răng nanh phía trước và phía sau hình thành từ các mô tạo răng tách biệt ở phía sau của hàm trên. Với tất cả các loài rắn có độc nanh phía trước, nhanh trước di chuyển về phía trước trong quá trình phát triển phôi nhờ sự phát triển nhanh chóng của hàm trên của phôi. Còn răng nanh phía sau vẫn giữ nguyên tại nơi chúng hình thành.Quá trình này không giống quá trình phát triển răng ở người và các loài rắn không độc, ví dụ như trăn. Khi ở giai đoạn phôi, tất cả răng của con người ở hàm trên nhú lên từ một mô tạo răng trong khi tất cả các răng hàm dưới phát triển từ mô tạo răng khác.
Các loài rắn có nọc độc, nanh phía trước
- Rắn vipe Indonesia hay rắn cây Hageni (Trimeresurus hageni)
- Rắn vipe hình thoi hoạt động ban đêm (Causus rhombeatus)
- Rắn vipe Malayan (Calloselasma rhodostoma)
- Rắn hổ mang bành phun nọc châu Á (Naja siamensis)
- Rắn San hô (Aspidelaps lubricus infuscatus)

Các loài rắn có nọc, nhanh phía sau
- Rắn ráo (Elaphe obsolete)
- Rắn cỏ (Natrix natrix)

Rắn không có nọc độc mà có nanh trước: Trăn nước (Liasis mackloti)

### Cá
Cá răng nanh (Anoplogaster) sống ở độ sâu 487,68 m) mặc dù thân rất ngắn (chiều dài tối đa là 15,24 cm), nhưng với cái đầu to, miệng rộng hoác và những chiếc răng nanh dài sắc nhọn, cá răng nanh được xem là một "nhân vật" đáng gờm trong giới sinh vật biển. Cũng bởi vẻ ngoài hung tợn này mà chúng còn có một tên khác là "cá yêu tinh". Cá răng nanh khi nhỏ thường có màu xám sáng nhưng khi trưởng thành chúng lại ngả màu nâu đậm hoặc màu đen. Do nguồn thức ăn khan hiếm, loài cá này tỏ ra khá "dễ nuôi", chúng ăn bất cứ thứ gì chúng kiếm được. Phần lớn lượng thức ăn chúng có được là những mẩu thừa từ tầng nước trên rơi xuống. Người ta thường tìm thấy cá răng câu ở những vùng biển ôn đới hoặc nhiệt đới.

## Tục đeo nanh

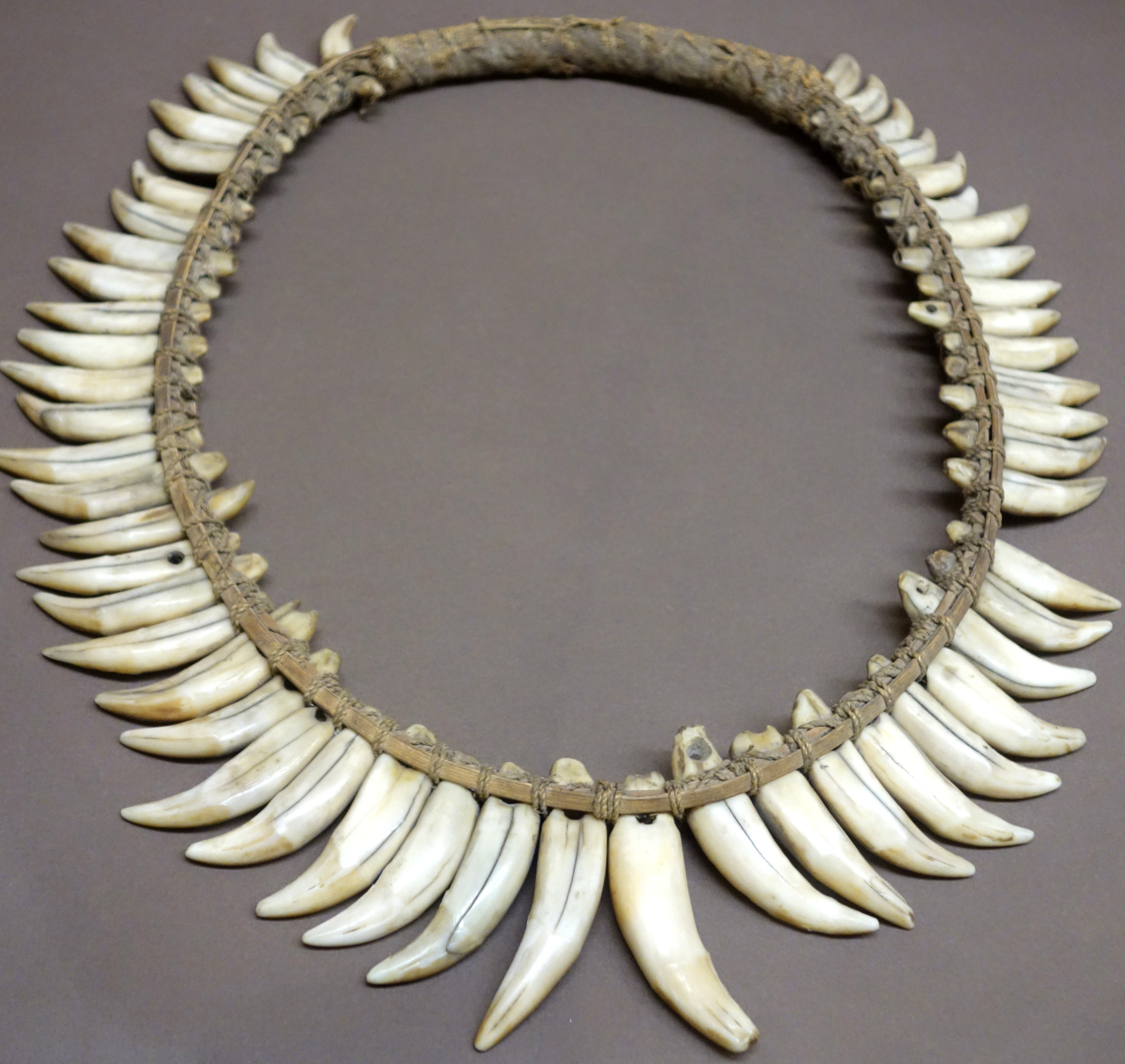
Một chuỗi nanh báo, tục đeo nanh có ở các bộ tộc từ lâu đời

Tục đeo nanh thú xuất phát từ các bộ tộc xa. Từ xa xưa, nhiều người thợ săn đeo hoặc sở hữu nanh thú rừng để chứng tỏ những chiến tích trong những lần săn bắn. Cũng có nhiều dân tộc dùng nanh vuốt thú này để thờ cúng, cầu mong những lần săn bắn tiếp theo sẽ thu hoạch được nhiều chiến lợi phẩm hơn. Tục đeo nanh vuốt thú rừng xuất phát từ một số người dân tộc thiểu số ở Việt Nam ngày xưa. Họ coi đó là bùa hộ mệnh giúp tránh thú dữ, gặp may mắn trong săn bắn và tôn thêm vẻ uy nghiêm, mạnh mẽ của con người trước thiên nhiên hoang dã. Việc đeo hay sở hữu nanh thú rừng chủ yếu xuất phát từ niềm tin tâm linh và tín ngưỡng dân gian.

### Quan niệm

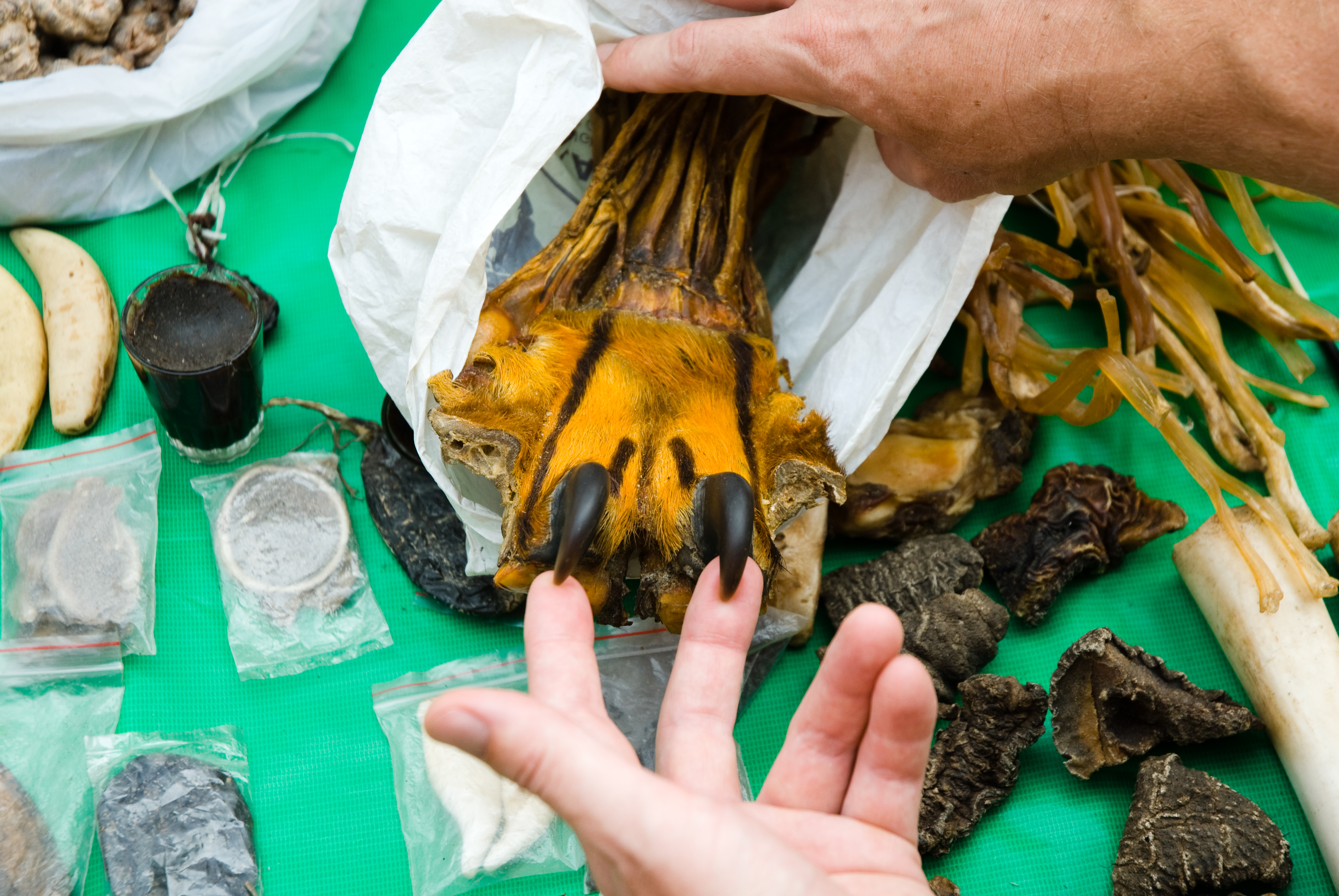
Nanh và vuốt hổ được bày bán ở chợ ở Miến Điện

Ngày nay, cuộc chơi nanh vuốt quyền lực với rất nhiều người săn lùng những món đồ trang sức độc lạ được làm từ móng vuốt thú dữ. Những quan niệm của việc đeo nanh vuốt có tác dụng giúp cho người sở hữu như: đeo nanh vuốt sẽ đem lại may mắn, nắm bắt thời cơ, tránh được những điềm gở, giải trừ ma quái, bệnh tật, bảo vệ linh khí, trừ tà, tránh được tà ma, bệnh tật và may mắn trong kinh doanh, buôn may, bán đắt, đeo những món đồ trang sức từ nanh vuốt thú rừng sẽ gặp thời vận, thịnh vượng, đem lại may mắn, chủ nhân có khả năng nhìn thấu suy nghĩ người khác, hay khi đeo chúng trên người sẽ giúp chủ nhân thâu tóm thời vận, may mắn, thịnh vượng, tránh được tà ma, bệnh tật
Mỗi người tìm mua nanh vuốt thú rừng với những mục đích khác nhau nhưng đa phần họ đều gắn cho nó những quyền năng vô song như đạn bắn không trúng, tránh được tai họa, buôn may bán đắt, thuốc chữa bệnh nan y. Trẻ con tránh được phong, kẻ trộm không lo bị chó sủa cản đường hay gia chủ phát giác, tên bắn không ghim, đạn găm không thủng và không bị các loài thú dữ khác tấn công bởi người ta nói rằng, nanh vuốt thú rừng đã được "yểm bùa"
Với dân buôn bán, họ hi vọng đó là bùa hộ mệnh sẽ giúp mua may, bán đắt, đem đến những điều tốt lành trong kinh doanh, thăng tiến về địa vị xã hội. Với giới buôn bán vốn có chút niềm tin tâm linh thì quan niệm nanh thú rừng như một thứ bùa hộ mạng may mắn sẽ giúp họ thâu tóm thời vận luôn thịnh vượng, đem đến những điều tốt lành trong kinh doanh, thăng tiến về địa vị xã hội, đem lại những khoản hợp đồng kinh tế có lợi cho họ, tránh bị đối thủ chơi xấu sau lưng. Với dân cờ bạc mê đá gà, chơi số đề, cá độ họ kháo nhau rằng, đeo nanh vuốt thú rừng sẽ đánh đâu thắng đó. Trong khi đó, dân giang hồ đeo các loại răng hổ, răng báo để khẳng định đẳng cấp Các đại gia coi những chiếc nanh thú rừng có giá trị tâm linh rất cao.
Vì niềm tin tâm linh ấy mà nhiều người săn lùng cho được để vừa làm "bùa hộ mạng" vừa làm vật đeo trang trí Vấn đề đặt ra là thú chơi nanh vuốt động vật đây chính là ảo tưởng sức mạnh hay đua đòi mù quáng. Việc cho rằng các loại nanh có nhiều công dụng như vậy nên nhiều người ra sức tìm mua, săn lùng, khiến cho nanh vuốt thú rừng trở thành món hàng độc, đội giá lên tới cả chục triệu đồng, càng nhiều du khách khi rời khỏi các cao nguyên đều cố tìm mua cho được nanh vuốt của các loài mãnh thú về bọc vàng, dát bạc làm bùa hộ mạng. Tuy nhiên những điều đại loại như thế thì chưa có ai chứng minh được, chãng hạn như quan niệm cho rằng răng báo có tác dụng giữ của nên nhiều người thích mua về bọc bạc để đeo hoặc làm móc khóa. Cũng như răng báo, tác dụng kì lạ của các loại nanh vuốt này hầu như người bán chỉ nghe nói thế chứ thực ra chẳng có ai kiểm chứng hay nghiên cứu về điều này.
Hiện nay, ở Việt Nam, có quan niệm rằng nanh vuốt sư tử, báo là thuốc chữa bách bệnh. Nanh vuốt của loài sư tử, báo là mặt hàng được nhiều người đổ xô săn lùng vì những lời đồn thổi có thể cầu mong tiền tài, danh vọng, chữa bách bệnh. Đặc biệt có thể chữa được bệnh phòng the rất hiệu quả. Nhiều người đang đổ xô săn lùng các loại thần dược nanh vuốt sư tử, báo. Đây là mặt hàng được xem là thuốc tiên, rất khan hiếm, không phải ai cũng có thể mua được. Họ cho rằng, các loại nanh vuốt này có một ma lực siêu nhiên giúp cho vận số của mình tốt lên.
Sư tử là biểu tượng của các gia đình hoàng gia và các hiệp sĩ, việc sở hữu nanh vuốt sư tử hoặc báo sẽ trừ được tà ma, trộm cắp cũng như những xui xẻo trong nhà, sở hữu những bộ nanh vuốt quý giá này còn thể hiện đẳng cấp của người sử dụng. Loài sư tử hay báo được gọi là những con vật tượng trưng cho sức mạnh và giai thoại về nó thì có nên nhiều người cho rằng, việc sở hữu càng nhiều móng, vuốt sư tử, báo càng làm cho gia vận hưng thịnh. Không ít người đã bỏ ra một số tiền lớn mới có được một chiếc móng sư tử để đeo hay làm quà tặng cấp trên.
Công dụng của những chiếc nanh, móng, vuốt sư tử hoặc báo được các con buôn đồn thổi lên kèm theo những câu chuyện thêu dệt xung quanh những bộ phận quý hiếm này đã khiến nhiều người tìm mua cho bằng được. Trong đó, công dụng được thổi phồng nhiều nhất là chữa bệnh phòng the, sử dụng móng, nanh vuốt sư tử hoặc báo mài với rượu mạnh, uống đều đặn trong vòng một tuần có thể trị nhiều bệnh nguy hiểm tính mạng và mạnh mẽ trong phòng the, các loại nanh vuốt sư tử, báo có công dụng như những liều thuốc tiên, nanh vuốt sư tử hoặc báo châu Phi có thể chữa được bệnh ung thư, tiểu đường, vôi gai cột sống, các bệnh về gan, bao tử trong khoảng thời gian nhanh nhất.

### Thị trường

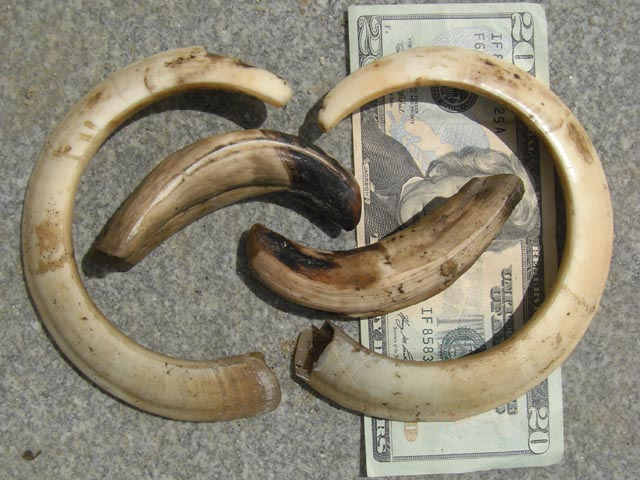
Nanh lợn lòi

Một chiếc nanh lợn lòi

Nanh vuốt thú rừng đã biến thành thứ hàng hóa đem lại lợi nhuận, do vậy người mua không nên để niềm tin bị người khác lợi dụng, lừa gạt bán các mặt hàng này với giá rất cao. Dù chẳng ai có thể chứng minh công dụng thần hiệu của những chiếc nanh thú rừng, nhưng vẫn có những người sẵn sàng chi phí tiền để được sở hữu một chiếc nanh. Đã có sự phát hiện lô hàng chứa số lượng lớn nanh vuốt sư tử, báo có nguồn gốc từ châu Phi cho thấy nhu cầu về mặt hàng này. Vụ nhập lậu 117 chiếc răng và móng của sư tử châu Phi, răng nanh và răng hàm dính trong xương của báo Bắc Mỹ. Được biết, đây là vụ nhập lậu mặt hàng này vào dạng lớn nhất mà cơ quan chức năng phát hiện được.
Hiện nay, có rất nhiều món đồ trang sức được làm từ nanh vuốt thú dữ được trào bán tràn lan trên thị trường. Không khó khăn gì tìm mua được một chiếc nanh hổ, nanh lợn rừng, nanh gấu, móng gấu. Giá cả của từng món đồ hết sức phong phú, từ vài trăm nghìn đến tiền triệu. Nanh gấu dài 6 cm-7 cm có giá khoảng 600ngàn/nanh, một bộ móng vuốt của gấu thường tròn và cong nhọn phần đầu, giá của chúng cũng rơi vào tiền triệu, nanh hổ dài khoảng 5 cm-8 cm được bán với giá vài triệu đến chục triệu đồng, tùy theo hình dáng, chất lượng của từng món hàng. Đối với những món hàng "độc" được dát vàng, dát bạc và yểm bùa được bán với giá tiền trăm triệu hay tiền tỷ.
Những người chơi nanh vuốt thường có sự hiểu biết nhất định về đặc tính của nanh. Nếu không biết cách bảo vệ sẽ mau chóng làm nanh bị hỏng. Giá nanh vuốt thú rừng phụ thuộc vào nhiều yếu tố như màu sắc, hình dáng, phần trăm đặc ruột Trong các loại nanh của mãnh thú trong rừng sâu thì nanh heo rừng đang được mua bán phổ biến nhất. Dân gian truyền tụng, nanh heo rừng khi đeo trên người sẽ giúp chủ nhân thâu tóm thời vận, may mắn, thịnh vượng, tránh được tà ma, bệnh tật, loại nanh này dễ kiếm nên đa phần là hàng thật chứ không bị làm giả như nanh cọp, nanh beo Cùng với đó trở thành xu hướng để các tay thương gia giàu có kinh doanh món hàng có lợi nhuận béo bở này Các loại răng báo thường có giá mềm hơn răng hổ hay nanh lợn rừng.
Nanh gấu dài 6 cm giá 450.000 đồng, 7 cm giá 550.000đồng, 7,5 cm giá 600.000đồng. Một số loại nanh beo (trông giống con báo hoa, nhưng nhỏ hơn) dài chừng 5 cm, chỉ to bằng ngón tay út cũng được bán với giá tiền triệu. Với những khách sành chơi và muốn sở hữu một số sản phẩm có độ tinh tế cao, ví dụ nanh lợn rừng già, uốn thành hình tròn thì đó là nanh lợn có tuổi thọ vài chục năm nên có thể hét giá lên cả trăm triệu đồng. Chế tác những chiếc nanh này thành những đồ trang sức độc đáo như bọc bạc, chạm khắc hình phật, rồng, dát bạc uốn lượn thành hình con rồng để tăng vẻ sang trọng. Chính vì những chi tiết tinh tế này mà những chiếc nanh heo rừng đã nâng tầm giá trị hơn hẳn những chiếc thô.

### Nanh giả
Hiện nay có rất nhiều loại nanh vuốt được bày bán tràn lan, trong khi đó, các loại động vật, thú dữ đang dần cạn kiệt do việc săn bắt thú rừng cạn kiệt đã dẫn đến khan hiếm các mặt hàng trang sức này. Chính vì vậy mặt hàng nanh vuốt thú rừng rất khan hiếm, hiện tất cả các loại móng vuốt được bày bán trên thị trường chủ yếu là hàng giả. Do tâm lý mê tín, lợi dụng điều này, nhiều kẻ gian đã cố tình trục lợi bằng cách buôn bán hàng giả, nhiều đối tượng còn dùng móng trâu, bò ngâm tẩy hóa chất rồi đục đẽo, bào nhẵn để giả nanh thú rừng bán với giá hàng chục triệu đồng. Chỉ đến khi các đại gia phát hiện ra thì sự việc đã quá muộn màng.
Muốn chơi nanh vuốt thú rừng cần có kinh nghiệm nếu không muốn bị lừa. Có rất nhiều cơ sở chuyên chế tác răng nanh, móng vuốt từ sừng trâu, sừng bò,với rất nhiều mánh khóe, thủ thuật, họ đã hô biến những nanh vuốt được mua bằng vài nghìn đồng thành những món đồ trang sức giá trị hàng trăm triệu đồng. Ở Việt Nam rất ít người mua được nanh, móng vuốt thật
Việc chế những chiếc nanh, móng này hết sức đơn giản, chỉ cần lấy móng, xương, sừng trâu bò ngâm hóa chất tẩy rửa cho trắng, sau đó dùng các thủ thuật để làm cho nó giống hệt như thật. Các nghệ nhân xử lý xương, sừng trâu, bò bằng việc ngâm vào hóa chất chuyên dụng. Đen cỡ nào cũng thành trắng tinh. Xử lý xong rồi, họ chỉ việc gọt giũa. Nanh cọp hay heo rừng chính tông sẽ đặc chứ không rỗng ruột, cứ lấy bột sừng pha keo rồi tống vào là đặc ngay. Nanh hổ, nanh lợn rừng đặc chứ không rỗng ruột, tuy nhiên để chế được cũng không khó khăn lắm, chỉ cần nghiền thật nhuyễn bột sừng, pha keo, sau đó nén thật chặt để cho nanh đặc.
Một số cơ sở còn dùng nhựa cứng để chế giống hệt những chiếc nanh hổ, tuy nhiên nó dễ bị lộ khi người mua lấy lửa để đốt.Việc làm giả độ sáng, đường vân, vết nứt thì phải những người làm nghề tinh xảo mới có thể làm được. Khi để dưới ánh sáng mặt trời hoặc dùng đèn pin soi, thì những đường vân tinh tế hiện ra. Tuy nhiên, cách hữu hiệu nhất là hơ qua lửa xem có mùi khét của nhựa không là biết ngay đâu là hàng giả, hàng thật, cách hữu hiệu nhất là hơ qua lửa xem có mùi khét của nhựa không là biết ngay đâu là hàng giả, hàng thật. Do các loại nanh vuốt sư tử, báo được nhiều người săn lùng tìm mua cho bằng được nên nhiều đối tượng chuyên buôn bán mặt hàng này đã tung nhiều nanh vuốt sư tử, báo giả để trục lợi, một số kẻ buôn bán đã làm giả nanh vuốt sư tử, báo thay bằng nanh vuốt các loài động vật trong nước hoặc làm giả bằng công nghệ tiên tiến.
Có những ông chủ chỉ bỏ vài đồng bạc để thu gom những chiếc nanh heo rừng, nhưng chỉ vài năm sau, một sản vật đó có thể bán được với giá hàng chục nghìn đôla. Trong suốt thời kỳ buôn bán ở vùng đất Tây Bắc thì thời kỳ kiếm lời nhiều nhất vẫn là thời điểm buôn bán răng, nanh, móng vuốt thú rừng. Tại Hà Nội, Hải Phòng, thành phố Hồ Chí Minh có rất nhiều cơ sở chuyên chế tác răng nanh, móng vuốt từ sừng trâu, sừng bò. Với rất nhiều mánh khóe, thủ thuật, những cơ sở này đã hô biến những nanh vuốt được mua bằng vài nghìn đồng thành những món đồ trang sức trị hàng trăm triệu đồng. Nguồn còn lại là hàng ngoại